# Mundra
Mundra é uma vila no distrito de Kachchh, no estado indiano de Gujarat.

## Geografia
Mundra está localizada a 22° 51′ N, 69° 44′ L. Tem uma altitude média de 14 metros (45 pés).